# تفقم الأطراف
تَفَقُّمُ الأطراف (من الكلمتين Phoce أي فقمة، وMelia أي طرف) (بالإنجليزية: Phocomelia)‏ هي متلازمة جينية نادرة جدًا تشمل العديد من التشوهات الخلقية، لدى الرضع، والتي يتقدمها انعدام تطور (نمو) الأطراف العلوية والسفلية، أو قُصر جلي وضمور حاد فيها.
يشبه الطفل المولود الفقمة التي تملك كما هو معروف أطرافا قصيرة جدا مقارنة بباقي جسدها. هناك تشوهات إضافية قد تظهر في هذه المتلازمة تشمل: تخلف عقلي، اضطرابات في النمو، حنك مشقوق (cleft palate – فلح حنكي)، شفة مشقوقة (Cleft lip) وغيرها. والخلل الجيني المسؤول عن ظهور هذه التشوهات غير معروف.
النساء اللاتي تناولن في الأشهر الأولى من الحمل أقراص الأدوية المضادة للآلام والمعروفة باسم ثاليدوميد (Thalidomide)، أنجبن أطفالاً عانوا من هذه المتلازمة بنسبة أعلى من غيرهم. ويمنع، حالياً استعمال هذا الدواء للنساء الحوامل، ولكن يتم استعماله لعلاج أمراض أخرى.

## الأعراض والعلامات
قد تشمل أعراض متلازمة تفقّم الأطراف هي أطراف غير مكتملة النمو وغياب عظام الحوض. يمكن أن تشاهد تشوهات مختلفة في الأطراف والعظام لدى الأفراد المصابين. لا تكون الأطراف العلوية مكتملة النمو عادةً، وقد تكون أجزاء من اليدين والذراعين مفقودة. غالبًا ما تكون عظام الذراع قصيرة والأصابع مندمجة والإبهام غائب. قد تكون اليدين أو الأصابع موجودة ولكنها غير طبيعية بسبب غياب بعض عظام أو الارتباط غير الوثيق بين العظام. تتأثر الساقين والقدمين أيضًا بشكل مشابه للذراعين واليدين. غالبًا ما تكون عظام الفخذ عند الأفراد المصابين بالمتلازمة غائبة، وقد تكون اليدين أو القدمين صغيرة بشكل غير طبيعي.
وفقًا للمنظمة الوطنية للاضطرابات النادرة، يُظهر الأفراد المصابون بمتلازمة تفقّم الأطراف بشكل عام أعراض تأخّر النمو قبل الولادة وبعدها. يمكن أن تسبب المتلازمة أيضًا قصورًا نفسيًّا حادًا عند الرضع. عادةً ما يكون للرضع المصابين بتفقّم الأطراف رأس صغير مع شعر خفيف أو ذي لون أشقر فضي. من المحتمل أن تتطور أورام دموية (تراكم غير طبيعي للأوعية الدموية) حول منطقة الوجه عند الولادة، أو تكون العينان شديدتي التباعد عن بعضهما البعض(وهي حالة تدعى فرط التباعد الحجاجي)، وصبغة العين بيضاء مزرقة. يمكن أن تسبب متلازمة تفقّم الأطراف أيضًا: أنف غير مكتمل النمو مع فتحات أنفية نحيلة، وآذان مشوهة، وفك صغير بشكل غير منتظم (حالة تعرف باسم صغر الفك)، وشفة مشقوقة مع حنك مشقوق. وفقًا لـلمنظمة الوطنية للاضطرابات النادرة، تشمل الأعراض الشديدة للمرض ما يلي:
- شق في الجمجمة يتبارز منه الدماغ (قيلة دماغية).
- تراكم السائل الشوكي تحت القحف (استسقاء الرأس)، الأمر الذي يسبّب إقياء وشقيقة.
- رحم غير طبيعي الشكل (ذو قرنين).
- عدم القدرة على تجلط الدم بكفاءة بسبب انخفاض كمية الصفيحات الدموية الجائلة في الدم.
- تشوهات قلبية وكلوية.
- عنق قصير.
- تشوهات في الإحليل.

### أعراض متلازمة الثاليدومايد
عندما يولد الطفل مصابًا بمتلازمة تفقّم الأطراف بسبب تناول أدوية، تُعرف الحالة باسم متلازمة الثاليدوميد، إذ تكون الأطراف قصيرة أو غائبة. وفقًا أنتوني جي بيري وسيلفيا هسو يمكن أن يعاني الأطفال المصابون ممّا يلي:
- اضطرابات شللية في الوجه.
- تشوهات في الأذن والعين، ما يؤدي إلى فقدان جزئي أو كامل للسمع أو البصر.
- اضطرابات هضمية، وبولية تناسلية.
- أعضاء تناسلية غير مكتملة النمو.
- غياب الرئتين أو وجود رئتين غير مكتملتي النضج.
- تشوّهات ولادية في الكليتين أو الجهاز الهضمي أو القلب.
- اضطرابات في الأطراف.

يمتلك الأطفال الذين تعرضوا للثاليدومايد خلال مراحل تطوّرهم داخل الرحم احتمال  40% للبقاء على قيد الحياة. توضح فرضية ««McMredie-McBride أن الثاليدوميد يؤثّر على النسيج العصبي مؤديًّا إلى تشوه الأطراف آنفة الذكر، إذ تمتلك الأنسجة العصبية تأثيرًا مهمًا على نمو وتطوّر الأطراف.